# Halbleiterwerk

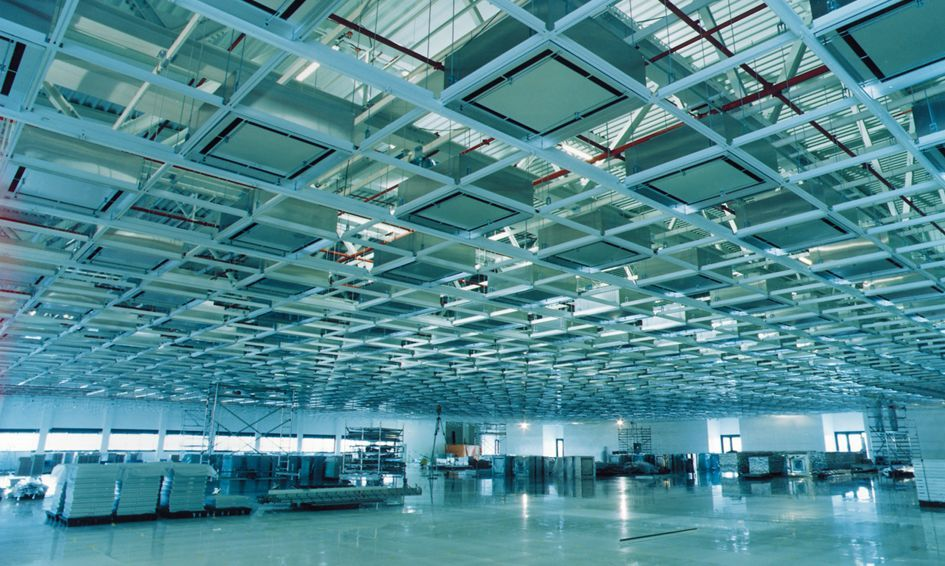
Bau eines Reinraumes eines Halbleiterwerkes

Ein Halbleiterwerk (englisch fab, kurz für semiconductor fabrication plant), auch Halbleiter- oder Chipfabrik genannt, ist eine Fabrik, in der integrierte Schaltkreise (IC) für die Halbleiter- und Mikroelektronikindustrie produziert werden.

## Aufbau
An die Produktionssteuerung werden erhebliche Ansprüche gestellt. Den zentralen Teil eines Halbleiterwerks stellt der Reinraum dar, in welchem für eine möglichst geringe Kontamination der Luft durch Partikel Sorge zu tragen ist, da diese die Ausbeute maßgeblich beeinflussen. Daneben muss er einen Bereich bieten, in dem Temperatur und Luftfeuchtigkeit geregelt werden können und zudem Schutz gegen Erschütterungen gewährleisten. Da in einer  Halbleiterfabrik kontinuierlich produziert wird, das heißt 7 Tage pro Woche und 24 Stunden pro Tag, müssen diese und weitere Rahmenbedingungen (z. B. Versorgung mit Verbrauchsmedien und Elektroenergieversorgung) ständig gewährleistet sein. Die Fertigung erfolgt in Losfertigung, das heißt, die eigentlichen „Werkstücke“, die Wafer, werden in einem Los (üblicherweise 25 Wafer) zusammengefasst und zusammen bearbeitet. Die Produktionsdauer für ein Los ist abhängig von der Komplexität des Produktes und liegt zwischen einigen Tagen bis wenigen Monaten.
Im Reinraum befinden sich Produktionsanlagen für die zahlreichen Verfahren der Halbleitertechnik, mit deren Methoden die integrierten Schaltkreise hergestellt werden. Zu diesen Anlagen zählen unter anderem Stepper, Ätzanlagen, Reinigungsanlagen, Ionenimplantationsanlagen und Messtechnik, wie Ellipsometer, Rasterelektronenmikroskope oder Dunkelfeldmikroskope. In einem Halbleiterwerk sind die Anlagen nicht wie in anderen Branchen der Massenproduktion, z. B. die Automobilindustrie, mit einem Fließband verbunden (vgl. Fließfertigung), sondern stehen in der Regel in Gruppen gleicher Anlagen bzw. Anlagen gleicher Produktionsabschnitte zusammen (vgl. Werkstättenfertigung). Durch eine zunehmende Automatisierung (inkl. automatischem An- und Abtransport der Lose) wird diese Gruppierung bzw. die Nachbarschaft zu Anlagen vorhergehender oder nachfolgender Produktionsschritte weniger relevant, so dass diese Anlagenanordnung weniger streng umgesetzt werden muss.

## Halbleiterwerke
Zu den größten Halbleiterwerken der Welt (nach Kapazität „Wafer pro Monat“), zählen z. B. die „GigaFabs“ von TSMC in Taiwan. Das nach eigenen Angaben größte Halbleiterwerk der Welt (Stand 2017) wurde von Samsung in Pyeongtaek errichtet. Der chinesische Konzern GTA Semiconductor plant eine 300-mm-Fabrik mit Kapazität von 300.000 Wafern pro Jahr.

## Ökonomie

### Geschäftsmodell
Die Halbleiterindustrie hat ihre Geschäftsstrukturen über die letzten Jahrzehnte verändert und den technologisch-wirtschaftlich-politischen Gegebenheiten und Entwicklungen angepasst. Ein Halbleiterwerk muss heutzutage nicht gleich dem Unternehmen entsprechen, welches die Produkte entwickelt oder verkauft. Dieser Umstand ist dem Fabless/Foundry-Modell geschuldet. Dabei trennen sich entwicklungsstarke Unternehmen (Fabless) von Produktionsstarken (Foundries). Foundries bieten des Weiteren auch Leistungen beim Design an, um die hochintegrierten Prozesse mit dem Fabless-Design fließend zu verbinden. Dabei spielen hochentwickelte EDA-Werkzeuge eine entscheidende Rolle. Nichtsdestotrotz betreiben z. B. die Unternehmen Intel oder Samsung eigene Halbleiterfabriken und entwickeln, verkaufen und vermarkten ihre eigenen Produkte.

### Abgrenzung Foundry
Anhand des Geschäftsmodells lässt eine Abgrenzung zu Foundries festhalten. Foundries bieten ihre Prozesse und Produktion unterschiedlichen Kunden an. Hersteller-eigene Halbleiterwerke, z. B. von Intel produzieren vornehmlich Halbleiterprodukte aus eigener Entwicklung.

### Kosten
Neue Fabriken unterliegen hohen Investitionskosten, wirtschaftlichem Druck (Time-to-market) und müssen kontinuierlich ausgelastet sein, um wirtschaftlich rentabel zu sein. Aufgrund der stetig steigenden Anforderungen an kleinere Strukturgrößen, Leistung und Effizienz, sowie wachsender Waferdurchmesser (Multimilliarden-Dollar Umstieg der Industrie auf 300 mm ca. ab dem Jahr 2000) stiegen die Baukosten für ein Halbleiterwerk seit Jahrzehnten kontinuierlich an. Die Baukosten für ein modernes Halbleiterwerk für 300-mm-Wafer lagen 2012 bei mehreren Milliarden US-Dollar. Beispielsweise kostete die 2012 in Betrieb genommene Fab15 von TSMC in Taiwan rund 9,3 Milliarden US-Dollar.
Anfang der 2010er Jahre wurde die Einführung von 450-mm-Wafern erwogen. U. a. wurde von Intel, TSMC, Samsung, IBM und Globalfoundries das „Global 450mm Consortium“ (G450C) gegründet, um diese Entwicklung voranzutreiben. Allerdings sind derartige Ideen nicht umgesetzt worden, nach wie vor sind 300 mm die Standardgröße für die Prozesse mit kleinsten Strukturen.
Neuste Fabriken von z. B. TSMC (5 nm Strukturgrößen) bearbeiten rund 20.000 Wafer pro Monat und Kosten um die 12 Milliarden US-Dollar.